# M-Wagen
Le m-Wagen (letteralmente: «carrozze tipo m») erano una serie di carrozze passeggeri delle ferrovie tedesche in uso sui treni a lunga percorrenza.
Costruite a partire dal 1952 come varianti prive di vestibolo centrale delle carrozze tipo yl, furono prese a modello dall'Union internationale des chemins de fer per le carrozze tipo X, poi diffusesi in tutti i paesi dell'Europa occidentale.